# Conus ichinoseana
Conus ichinoseana é uma espécie de gastrópode do gênero Conus, pertencente à família Conidae.

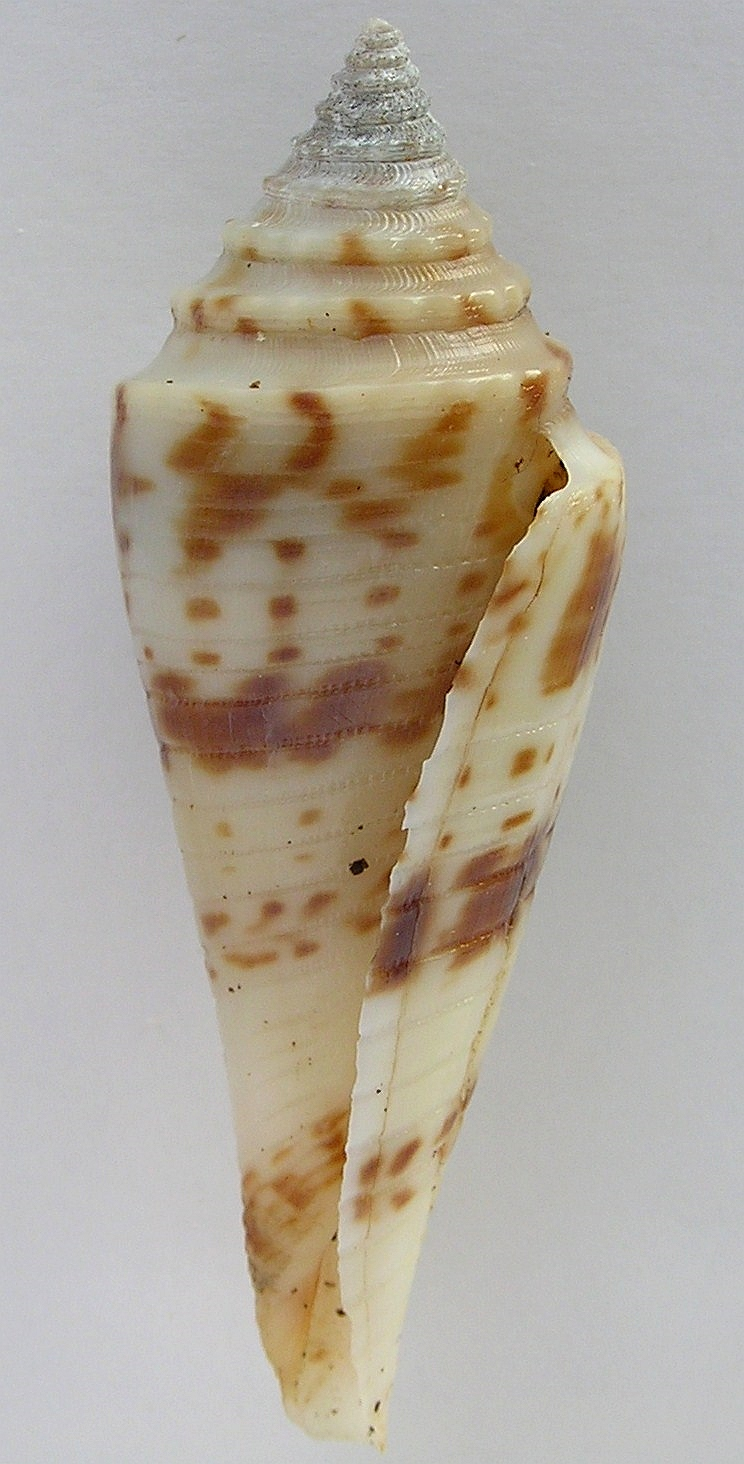